# Пут у космос
Пут у космос (енгл. The Right Stuff) је амерички епски историјско-драмски филм из 1983. године, режисера и сценаристе Филипа Кауфмана, заснован на истоименој књизи Тома Вулфа. Радња се одвија око тест-пилота америчке морнарице и ратног ваздухопловства који учествују у аеронаутичким истраживањима како би постали астронаути за програм Меркур током свемирске трке. Главне улоге у филму тумаче Сем Шепард, Скот Глен, Ед Харис, Денис Квејд, Фред Ворд, Барбара Херши, Ким Стенли (у својој последњој филмској улози), Вероника Картрајт, Памела Рид, Скот Полин, Чарлс Френк и Ленс Хенриксен.
Филм није успео да оствари финансијски успех, зарадивши око 21 милион долара на америчком тржишту, у односу на буџет од 27 милиона долара. Ипак, добио је изузетно позитивне рецензије критичара и био је номинован за осам Оскара, од којих је освојио четири. Доживео је велики успех на тржишту кућних видео-издања. Године 2013. Конгресна библиотека га је изабрала за очување у Националном регистру филмова Сједињених Држава као „културно, историјски или естетски значајан”. Амерички филмски институт га је сместио на 19. место листе најинспиративнијих америчких филмова свих времена.
Пут у космос је касније прерастао у истоимену франшизу, која укључује телевизијску серију и документарни филм.

## Радња
Године 1947, изнад војног аеродрома Мурок у Калифорнији, неколико тест-пилота гине приликом летења ултрабрзим ваздухопловима као што је Бел X-1. Након што пилот Слик Гудлин затражи 150.000 долара како би покушао да пробије звучни зид, ратни херој капетан Чак Јегер добија прилику да управља X-1. Јегер постаје прва особа која је летела надзвучном брзином, победивши „демона на небу”.
Шест година касније, Мурок, сада ваздухопловна база Едвардс, и даље привлачи најбоље тест-пилоте. Јегер (сада мајор) и његов пријатељ и ривал Скот Кросфилд непрестано руше брзинске рекорде један другоме. Често посећују клуб којим управља Панчо Барнс, која пилоте у Едвардсу дели на „првокласне” (као што су Јегер и Кросфилд), који управљају најбољим авионима, и „новајлије”, који само сањају о томе. Гордон „Гордо” Купер, Вирџил „Гас” Грисом и Доналд „Дик” Слејтон, капетани америчког ратног ваздухопловства, налазе се међу „новајлијама” који се надају да ће се доказати. Тестирања више нису тајна, пошто војска убрзо схвата да јој је потребан добар публицитет ради финансирања. Куперова супруга Труди и остале жене пилота страхују да ће остати удовице, али не могу да промене амбиције својих мужева и њихову жељу за успехом и славом.
Године 1957, лансирање совјетског сателита Спутњик узбуњује америчку владу. Политичари попут сенатора Линдона Џонсона и војни лидери захтевају од новоосноване Насе да помогне Сједињеним Државама у надметању са Совјетима у новој свемирској трци. У потрази за првим Американцима у свемиру, Јегер је искључен јер нема факултетску диплому. Напорни физички и ментални тестови доводе до избора астронаута за програм Меркур: Џона Глена из маринског корпуса, Алана Шепарда, Волтера Шире и Скота Карпентера из ратне морнарице, као и Купера, Грисома и Слејтона. Они одмах постају национални хероји. Иако многе Насине ране ракете експлодирају при лансирању, сваки од амбициозних астронаута се нада да ће бити први у свемиру. Иако их инжењери виде као „путнике”, пилоти инсистирају да свемирска капсула има прозор, поклопац са експлозивним вијцима и контроле за кретање по осама нагиба, скретања и котрљања. Ипак, Совјетски Савез их претиче 12. априла 1961, лансирањем Востока 1 са Јуријем Гагарином. Седморица астронаута решени су да их сустигну и надмаше.
Шепард 5. маја 1961. постаје први Американац у свемиру током 15-минутног суборбиталног лета капсуле Меркјури-Редстоун 3. Након сличног лета са Грисомом, 21. јула, капсула Меркјури-Редстоун 4 се пуни водом приликом слетања на океан јер се поклопац ненадано отворио. Грисом преживљава, али капсула, натопљена водом, тоне. Многи критикују Грисома сматрајући да се можда успаничио и прерано отворио поклопац. Глен постаје први Американац који је облетео Земљу 20. фебруара 1962. у капсули Меркјури-Атлас 6; он преживљава лет са потенцијално олабављеним топлотним штитом и приређена му је парада у Њујорку. Он, његове колеге и њихове породице постају славне личности, а дочекује их и велика прослава у Сем Хјустон Колосеуму ради најаве отварања Свемирског центра у Хјустону, упркос томе што Гленова супруга Ени страхује од јавног наступа због муцања.
Иако тест-пилоти у Едвардсу исмевају програм Меркур што у свемир шаље „месо у конзерви”, они схватају да више нису најбржи људи на Земљи. Јегер каже да је потребна посебна врста човека да се добровољно пријави за самоубилачку мисију, нарочито када се она емитује на националној телевизији. Тестирајући нови Локид NF-104A, Јегер покушава да постави нови висински рекорд на ивици свемира, али је замало убијен при катапултирању великом брзином након отказа мотора. Иако са озбиљним опекотинама након слетања, Јегер скупља свој падобран и пешке одлази до амбулантних кола — што потврђује његову вредност.
Дана 15. маја 1963, Купер успешно лети у мисији Меркјури-Атлас 9, чиме се завршава програм Меркур. Као последњи Американац који је сам летео у свемир, он је „летео више, даље и брже од било ког другог Американца... накратко, Гордо Купер постао је најбољи пилот кога је свет икада видео”.

## Улоге
| Глумац            | Улога                |
| ----------------- | -------------------- |
| Сем Шепард        | Чак Јегер            |
| Фред Ворд         | Вирџил „Гас” Грисом  |
| Денис Квејд       | Гордон „Гордо” Купер |
| Ед Харис          | Џон Глен             |
| Скот Глен         | Алан Шепард          |
| Ленс Хенриксен    | Волтер „Воли” Шира   |
| Скот Полин        | Доналд „Дик” Слејтон |
| Барбара Херши     | Гленис Јегер         |
| Вероника Картрајт | Бети Грисом          |
| Џејн Дорнакер     | сестра Мерч          |
| Ким Стенли        | Панчо Барнс          |
| Памела Рид        | Труди Купер          |
| Чарлс Френк       | Скот Карпентер       |
| Доналд Мофат      | Линдон Џонсон        |
| Левон Хелм        | Џек Ридли            |
| Левон Хелм        | наратор              |
| Мери Џо Дешанел   | Ени Глен             |
| Џеф Голдблум      | регрутер Насе        |
| Хари Ширер        | регрутер Насе        |
| Скот Вилсон       | Скот Кросфилд        |
| Кети Бејкер       | Луиза Шепард         |
| Мики Крокер       | Марџ Слејтон         |
| Сузан Кејс        | Рене Карпентер       |
| Мити Смит         | Џо Шира              |
| Вилијам Рас       | Слик Гудлин          |
| Роберт Бир        | Двајт Ајзенхауер     |
| Ентони Муњоз      | Гонзалес             |